# Robert Swedlund
Gustaf Robert Swedlund, född 18 mars 1902 i Gävle, död 19 september 1977 i Högalids församling i Stockholm, var en svensk arkivarie och historiker.
Swedlund blev filosofie magister 1928, filosofie doktor 1937, amanuens vid Landsarkivet i Uppsala 1933, länsarkivarie i Östersund 1937, landsarkivarie i Härnösand 1946, i Göteborg 1951–1957 samt var arkivråd 1957–1967. 
Swedlund blev ordförande i Jämtlands läns fornskriftsällskap 1938, inspektör för arbetsinstitutet i Östersund 1943, styrelseledamot i Svenska arkivsamfundet 1952, ordförande för 1952 års arkivgallringssakkunniga, 1956 års arkivgallringskommitté och kommittén för inventering av enskilda arkiv i Västsverige. Han invaldes 1949 som ledamot av Samfundet för utgivande av handskrifter rörande Skandinaviens historia.
Han var bror till Nils Swedlund. Robert Swedlund är begravd på Gamla kyrkogården i Gävle.